# São Tomé (nau)
São Tome foi uma nau portuguesa do século XVI.
A São Tomé fez parte, em 1531, da armada de Martim Afonso ao território brasileiro para combater o tráfico francês de pau-brasil. Esta frota foi composta por um galeão (o São Vicente), duas naus (a São Tomé e a segunda tem o seu nome desconhecido) e duas caravelas (a Rosa e a Princesa). Nesta expedição, a São Tomé foi capitaneada por João de Souza, parente de Martim Afonso.
A São Tomé naufragou em 1589.